# Hírpiac
A hírpiac (angolul: prediction market) egy olyan elméleti módszer, ami a piaci kereskedés elméletével próbálja meg az emberek tudását a leghatékonyabban aggregálni.

## Története
A hírpiacoknak számtalan formája létezik és újabb és újabb ötletek születnek ezen a területen. Ennek ellenére a szakma hagyományosan az iowa-i egyetem elektronikus hírpiacát tekinti az első jelentős megoldásnak. Itt az amerikai elnökválasztás eredményére lehetett úgy fogadni, hogy a különböző jelöltek részvényeiből lehetett vásárolni. Azóta a legismertebb és legjelentősebb cég az Intrade és a Betfair lett a világon.

## A klasszikus megoldás lényege
Az ötlet egyszerű. Mindig van egy állítás például: „XY lesz az új amerikai elnök 2020-ban”. Ez az állítás vagy igaz lesz vagy sem. A tőzsde szabályai szerint van egy kialakult ár a piacon és ennyiért lehet olyan részvényeket venni, hogy igaz lesz az állítás. Ha bekövetkezik, akkor 100 egységet fog érni, ha nem akkor 0 egységet. (Így érthető, hogy az ár 0-100 között mozog.) Ahhoz hogy a kereskedés kialakulhasson lehet venni ellentétes részvényeket is, mint a példában, hogy „XY lesz az új amerikai elnök 2020-ban” vehetünk „nem lesz igaz” részvényeket is. Így össze lehet párosítani a vevőket és az eladókat és ezek a részvények, akkor érnek 100 egységet, ha nem lesz igaz az állítás.

## Külső hivatkozások

### Nemzetközi hírpiacok
- Intrade
- Betfair Archiválva 2013. május 9-i dátummal a Wayback Machine-ben

### Magyarországi hírpiac
- Hírbróker

### Nemzetközi hírforrások
- MidasOracle[halott link]